# Christchurch United Association Football Club
Maillots
Le Christchurch United AFC est un club néo-zélandais de football basé à Christchurch. Il évolue à l'English Park, stade de 9 000 places dont 1 000 assises depuis 2011. Son stade précédent, le Queen Elizabeth II Park, occupé de 1974 à 2011, ayant du être démoli à la suite du séisme ayant touché Christchurch.

## Palmarès
- Championnat de Nouvelle-Zélande
  - Champion : 1973, 1975, 1978, 1987, 1988, 1991

- Coupe de Nouvelle-Zélande
  - Vainqueur : 1972, 1974, 1975, 1976, 1989, 1991
  - Finaliste : 1987, 1988, 1990